# Oreiallagma acutum
Oreiallagma acutum – gatunek ważki z rodziny łątkowatych (Coenagrionidae). Stwierdzony w boliwijskich Andach w departamentach La Paz i Cochabamba.